# Moritzoppia similis
Moritzoppia similis är en kvalsterart som först beskrevs av Gordeeva och Grishina 1991.  Moritzoppia similis ingår i släktet Moritzoppia och familjen Oppiidae. Inga underarter finns listade i Catalogue of Life.